# Sant Jeroni
Sant Jeroni är en bergstopp i Spanien.   Den ligger i provinsen Província de Barcelona och regionen Katalonien, i den östra delen av landet, 500 km öster om huvudstaden Madrid. Toppen på Sant Jeroni är 1 236 meter över havet.
Terrängen runt Sant Jeroni är huvudsakligen kuperad, men den allra närmaste omgivningen är bergig. Sant Jeroni är den högsta punkten i trakten. Runt Sant Jeroni är det tätbefolkat, med 511 invånare per kvadratkilometer. Närmaste större samhälle är Terrassa, 16,7 km öster om Sant Jeroni. 